# Ainola järnvägsstation
Ainola järnvägsstation (Ain, finska Ainolan rautatieasema; före juli 2015 Kyrölä järnvägsstation) är belägen i stadsdelen Kyrölä i Träskända, cirka 35 km från Helsingfors centralstation, och trafikeras av närtågslinje R mellan Helsingfors central och Tammerfors, och nattlinje T (Helsingfors–Riihimäki).
Stationen hette Kyrölä till 30 juni 2015, då namnet byttes till Ainola efter närliggande hem för Jean Sibelius.